# 자전거 탄 소년
자전거 탄 소년(프랑스어: Le Gamin au vélo, The Kid with a Bike)은 2011년 개봉한 벨기에의 영화이다. 감독은 다르덴 형제가 맡았으며 토마 도레(Thomas Doret), 세실 드 프랑스가 출연했다. 세렝을 배경으로 했으며, 아버지에게 버림 받은 12살 남자아이가 한 여자에게 위안을 가지는 영화다.
프랑스, 이탈리아, 벨기에의 합작 작품이다. 2011년 칸 영화제에서 상영됐으며 심사위원 대상을 Once Upon a Time in Anatolia와 공동 수상하였다.

## 출연
- 도마 도레 : 시릴 카툴(Cyril Catoul)
- 세실 드 프랑스 : 사만다(Samantha)
- 예레미에 르니에르 : 기 카툴(Guy Catoul)
- 파브리치오 론조네 : 신문판매원
- 에곤 디 마테오 : 베스
- 올리비에 구르메 : 카페 주인